# Nick of Time (Album)
Nick of Time ist das zehnte Bluesrock-Album der US-amerikanischen Sängerin Bonnie Raitt. Es wurde am 21. März 1989 veröffentlicht.
Nick of Time erreichte die Spitze der amerikanischen Billboard 200, verkaufte sich über 5 Millionen Mal in den USA und gewann drei Grammy Awards, darunter den Grammy für „Album Of The Year“. Im Jahr 2003 wurde das Album vom Rolling Stone auf Platz 229 der 500 besten Alben aller Zeiten gelistet.

## Hintergrund
Bevor mit den Arbeiten an Nick of Time begonnen wurde, bewarb sich Raitt bei vielen Plattenfirmen, um einen neuen Plattenvertrag zu bekommen. Während dieser Zeit traf Raitt den Produzenten Don Was durch Hal Willner, welcher an dem Album Stay Awake, einen Tributalbum von Disney für A&M Records arbeitete. Was und Wilner wollten beide, dass Raitt das Lied Baby Mine singt (ein Lied aus dem Disneyfilm Dumbo). Raitt nahm das Lied auf und fragte anschließend, ob sie ihr neues Album produzieren könnten. Beide stimmten zu und wurden Produzenten des Albums.

## Titelliste
Songwriter stehen in Klammern.
1. Nick of Time (Raitt) – 3:52
2. Thing Called Love (John Hiatt) – 3:52
3. Love Letter (Bonnie Hayes) – 4:04
4. Cry on My Shoulder (Michael Ruff) – 3:44
5. Real Man (Jerry Lynn Williams) – 4:27
6. Nobody's Girl (Larry John McNally) – 3:14
7. Have A Heart (Bonnie Hayes) – 4:50
8. Too Soon to Tell (Rory Michael Bourke, Mike Reid) – 3:45
9. I Will Not Be Denied (Jerry Lynn Williams) – 4:55
10. I Ain't Gonna Let You Break My Heart Again (David Lasley, Julie Lasley) – 2:38
11. The Road's My Middle Name (Raitt) – 3:31

## Kommentare von Raitt
Im Jahr 1989:

„Ich wollte eine Aufnahme machen, die ähnlich wie Give It Up war. Es ist eine Reise zurück an die Wurzeln. Es war für mich sehr erfrischend, viel Gitarre zu spielen und die Titel zu produzieren… In vielerlei Hinsicht ist es wie ein erstes Album. Es ist für eine neue Plattenfirma und es bekommt die ganze Aufmerksamkeit und die Kritik. Und es ist mein erstes Album für eine neue Ära…“

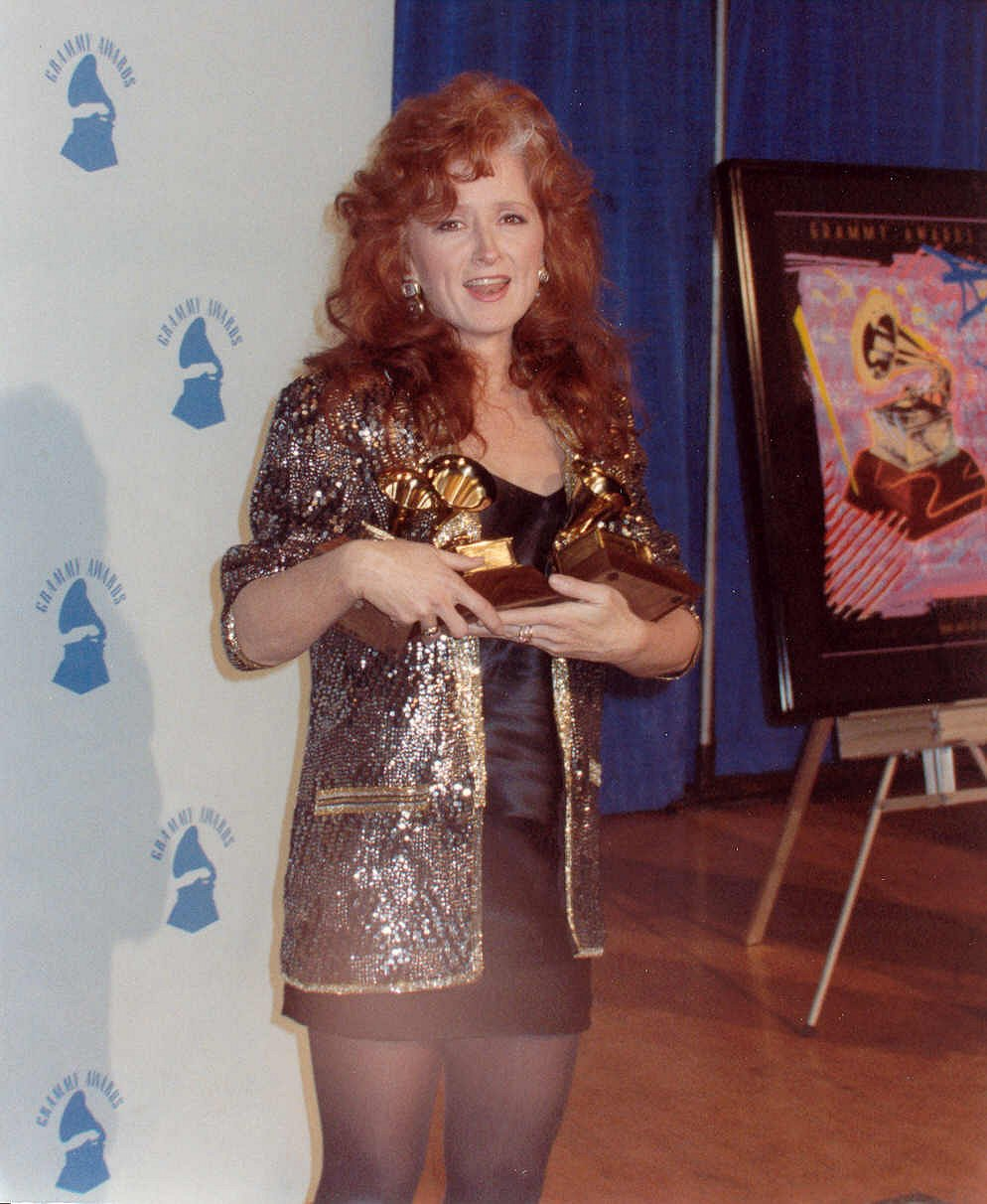
Raitt mit den drei Grammys, die sie für Nick of Time gewann.

Im Jahr 1991, zu dem Gewinn ihrer drei Grammy Awards:

„Es war so unwahrscheinlich. Ich stellte mir vor, ich gewinne den ‚Rock-Female‘ Grammy, aber dass ich drei Grammys auf einmal gewinne, konnte ich mir nicht vorstellen: ‚Ok Bonnie. Du hast einen neuen Plattenvertrag, du schreibst deine Lieder selbst, die an — hallelujah — heranreichen; Wir geben dir einen Preis.‘ Ich war nicht mehr bei der Verleihung, nachdem das Album in seiner Kategorie ausgezeichnet wurde. Ella Fitzgerald las meinen Namen! Ich meine, für mich war das die größte Ehre.“

## Charts

### Album
Billboard (Nordamerika)
| Jahr | Charts        | Höchstplatzierung |
| ---- | ------------- | ----------------- |
| 1990 | Billboard 200 | 1                 |

### Singles
Billboard (Nordamerika)
| Jahr | Lied              | Charts                 | Höchstplatzierung |
| ---- | ----------------- | ---------------------- | ----------------- |
| 1989 | Nick of Time      | Adult Contemporary     | 10                |
| 1989 | Thing Called Love | Mainstream Rock Tracks | 11                |
| 1990 | Have a Heart      | Adult Contemporary     | 3                 |
| 1990 | Have a Heart      | Billboard Hot 100      | 49                |
| 1990 | Nick of Time      | Billboard Hot 100      | 92                |

## Auszeichnungen
Grammy Awards 1990
| Jahr | Gewinner     | Kategorie                          |
| ---- | ------------ | ---------------------------------- |
| 1989 | Nick of Time | Album Of The Year                  |
| 1989 | Nick of Time | Best Female Pop Vocal Performance  |
| 1989 | Nick of Time | Best Female Rock Vocal Performance |

Die 500 besten Alben aller Zeiten (Rolling Stone)
- 2020: Platz 492[2]